# Пиер Нарцис Герен
Пиер Нарцис Герен (Guérin Pierre-Narcisse) е френски художник.
През 1796 г. получава Римската премия и заминава за Рим, Италия. През 1800 г. картината му „Марк Секст“ произвежда голямо впечатление и има успех, почти небивал в историята на изкуството – поетите я възпяват в оди, в течение на цялото ѝ изложение ежедневно през картината публика, която устройва овации на автора.
През 1810 г. Герен открива в Париж ателие. От него произхождат някои от най-крайните френски романтици: Жерико, Ари Шефер, Леон Коние, Виктор Орсел и др.
През 1822 г. Герен става директор на френското училище в Рим. През 1829 г. получава титлата барон.
- „Марк Секст“
- „Федра и Иполит“
- „Орфей край гроба на Евридика“
- „Аврора, похищаваща Кефал“
- „Андромаха и Пир“
- „Бонапарт прощава на каирските бунтовници“,
- „Клитемнестра“,
- „Дидона и Еней“